# Stefan Hell

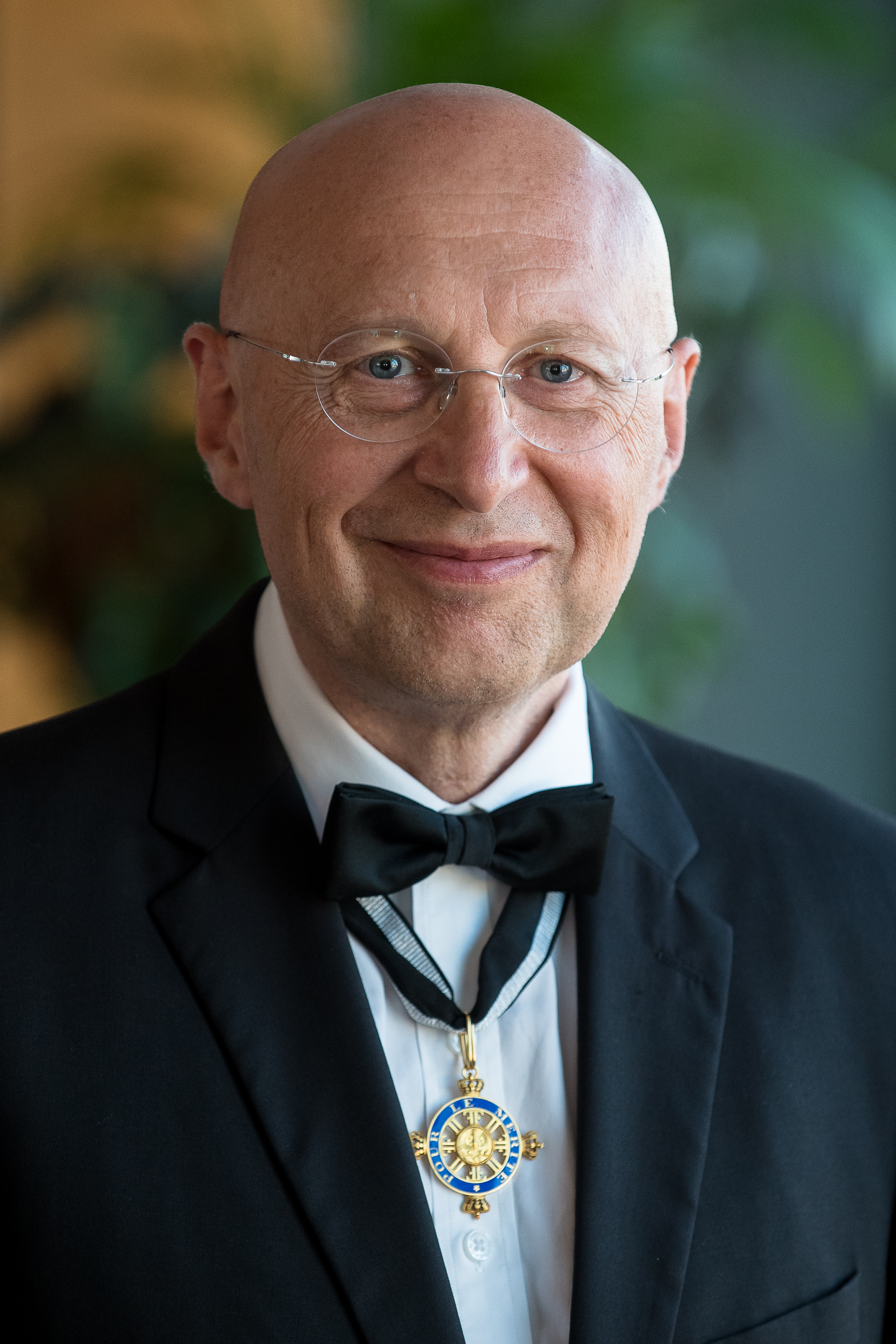
Stefan Hell mit dem Orden Pour le Mérite

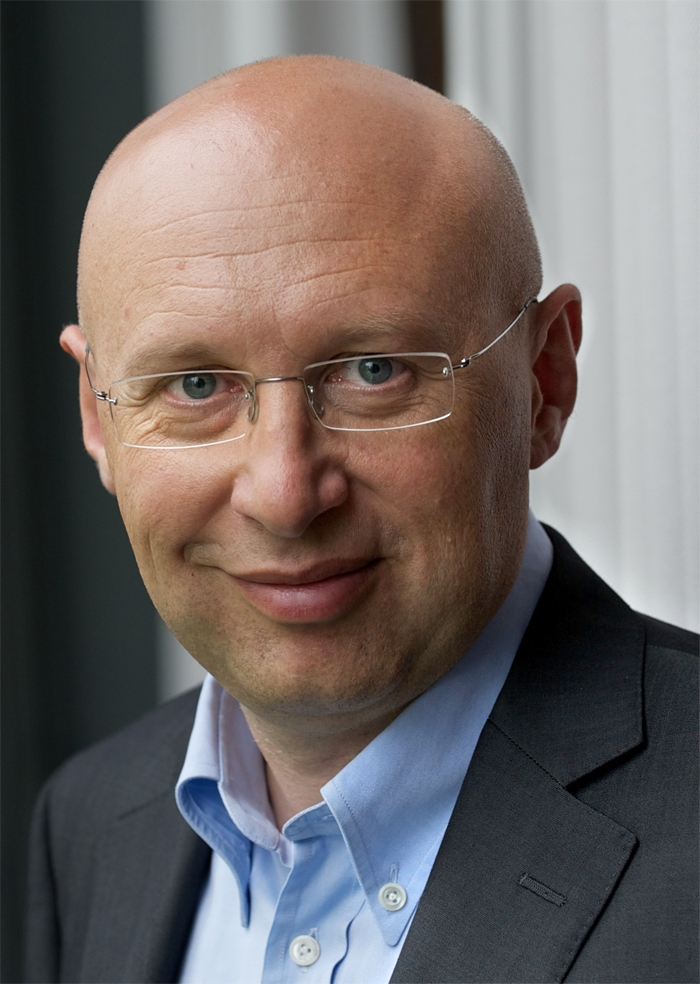
Stefan W. Hell (2010)

Stefan Walter Hell (* 23. Dezember 1962 in Arad, Volksrepublik Rumänien) ist ein rumäniendeutscher Physiker und Hochschullehrer. Er ist Direktor am Max-Planck-Institut für Multidisziplinäre Naturwissenschaften in Göttingen. Bekanntheit erlangte Hell vor allem durch die Entwicklung hochauflösender optischer Mikroskope jenseits der Beugungsgrenze (STED-Mikroskop). 2014 wurde ihm zusammen mit Eric Betzig und William Moerner der Nobelpreis für Chemie verliehen.

## Leben und Wirken
Stefan Hell entstammt einer Familie Banater Schwaben aus dem zwanzig Kilometer von Arad entfernten Dorf Sântana (deutsch Sanktanna), wo er die deutsche Schule besuchte. Von 1977 bis 1978 war er Schüler des Nikolaus-Lenau-Lyzeums in Timișoara, bevor seine Familie 1978 mit ihm in die Bundesrepublik Deutschland übersiedelte und er am Carl-Bosch-Gymnasium in Ludwigshafen am Rhein das Abitur ablegte.
Ab 1981 studierte Hell Physik an der Universität Heidelberg und war von 1984 bis 1990 Stipendiat der Konrad-Adenauer-Stiftung. Nach dem Diplom-Examen 1987  nahm er bei Siegfried Hunklinger die Arbeiten zu seinem  Dissertationsthema Abbildung transparenter Mikrostrukturen im konfokalen Mikroskop auf, die er 1990 mit der Promotion abschloss. Danach war er kurzzeitig als freier Erfinder tätig. In dieser Zeit beschäftigte er sich mit Möglichkeiten, Lichtmikroskope zu konstruieren, die eine höhere Auflösung ermöglichen als die bis dahin entwickelten, und legte die Grundlage für die 4Pi-Mikroskopie.
Von 1991 bis 1993 arbeitete Hell im Heidelberger Hauptlabor des European Molecular Biology Laboratory. Es gelang ihm hier, das Prinzip der 4Pi-Mikroskopie praktisch zu demonstrieren und die Tiefenauflösung wesentlich zu verbessern.
Hell war anschließend ab 1993 als Gruppenleiter an der Universität Turku in Finnland angestellt, und zwar in der Abteilung für Medizinische Physik, wo er das Prinzip der STED-Mikroskopie (STED: Stimulated Emission Depletion) entwickelte. Parallel dazu verbrachte er 1993 bis 1994 insgesamt sechs Monate an der Universität Oxford als Gastwissenschaftler im Bereich Ingenieurwissenschaften. Seine Habilitation für Physik erfolgte 1996 wiederum in Heidelberg. Im darauf folgenden Jahr wurde er Leiter einer Nachwuchsgruppe am Göttinger Max-Planck-Institut für biophysikalische Chemie, die im Bereich optische Mikroskopie forschte. Um das Jahr 2000 gelang es der Gruppe, die Theorien von Hell und Wichmann experimentell zu bestätigen.
Am 15. Oktober 2002 wurde Hell zum Direktor am Institut ernannt. Neben seiner Tätigkeit in Göttingen wurde er 2003 als außerplanmäßiger Professor an die Universität Heidelberg berufen und außerdem Leiter der Abteilung „Hochauflösende Optische Mikroskopie“ am Deutschen Krebsforschungszentrum. 2004 ernannte ihn die Universität Göttingen zusätzlich zum Honorarprofessor für Experimentalphysik.
Mit der Erfindung und Entwicklung der STED-Mikroskopie und verwandter Mikroskopieverfahren gelang es Hell, zu zeigen, dass man die herkömmlich auf etwa eine halbe Lichtwellenlänge (~200 Nanometer) begrenzte Auflösung im Fluoreszenz-Lichtmikroskop überwinden kann. Er konnte erstmals experimentell nachweisen, dass das Auflösungsvermögen des Fluoreszenzmikroskops von der Beugung des Lichts  (Diffraktion)  entkoppelt und auf Bruchteile der Lichtwellenlänge (Nanometerbereich) gesteigert werden kann. Dies galt seit den  Arbeiten von Ernst Abbe (1873) zur Beugungsbegrenzung des Auflösungsvermögens der Mikroskope  bis dahin als undurchführbar. Für diese Leistung und ihre Bedeutung für andere Bereiche der Wissenschaft, wie den Lebenswissenschaften und der medizinischen Grundlagenforschung, erhielt er am 23. November 2006 den 10. Deutschen Zukunftspreis. Seit 2013 ist er Mitglied der Deutschen Akademie der Naturforscher Leopoldina.
2014 wurde Stefan Hell für die Entwicklung superauflösender Fluoreszenzmikroskopie gemeinsam mit Eric Betzig und William E. Moerner der Nobelpreis für Chemie zuerkannt.
2017 wurde er zum Honorarprofessor mit korporationsrechtlicher Stellung an der Fakultät für Physik und Astronomie der Universität Heidelberg bestellt. Seit 2022 ist Hell Aufsichtsratsmitglied der KWS Saat.
Am 16. Januar 2025 erhielt er die Niedersächsische Verdienstmedaille.

## Auszeichnungen (Auswahl)
- 2000: Preis der International Commission for Optics
- 2001: Helmholtz-Preis für Metrologie, Co-Rezipient
- 2002: Berthold Leibinger Innovationspreis, 3. Preis, Co-Rezipient
- 2002: Carl-Zeiss-Forschungspreis
- 2002: Karl Heinz Beckurts-Preis
- 2004: Preis der Berlin-Brandenburgischen Akademie der Wissenschaften – gestiftet von der Gottlieb Daimler- und Karl Benz-Stiftung
- 2006: Robert B. Woodward Scholar, Harvard University, Cambridge, MA, USA
- 2006: Deutscher Zukunftspreis
- 2007: Julius-Springer-Preis für angewandte Physik
- 2007: ordentliches Mitglied der Akademie der Wissenschaften zu Göttingen
- 2008: Gottfried-Wilhelm-Leibniz-Preis[19]
- 2008: Niedersächsischer Staatspreis
- 2008: Nominierung für European Inventor of the Year des Europäischen Patentamtes[20]
- 2008: Methode des Jahres 2008 der Zeitschrift Nature Methods[21]
- 2009: Otto-Hahn-Preis für die Entwicklung neuer mikroskopischer Verfahren, die die bisherige Auflösungsgrenze überwunden haben.[19]
- 2009: Korrespondierendes Mitglied der Heidelberger Akademie der Wissenschaften[22]
- 2010: Ernst-Hellmut-Vits-Preis[23]
- 2011: Familie-Hansen-Preis[24]
- 2011: Körber-Preis für die Europäische Wissenschaft[25]
- 2011: Meyenburg-Preis[26]
- 2011: Göteborg Lise Meitner Preis 2010/2011 der Chalmers Universität[27]
- 2012: Wissenschaftspreis der Fritz-Behrens-Stiftung[28]
- 2012: Ehrenmitglied der Rumänischen Akademie[29]
- 2013: Carus-Medaille
- 2013: Paul-Karrer-Medaille
- 2014: Kavli-Preis in Nanowissenschaften[30]
- 2014: Nobelpreis für Chemie zusammen mit Eric Betzig und William E. Moerner „for the development of super-resolved fluorescence microscopy“.[31]
- 2015: Ehrenmitgliedschaft in der Deutschen Bunsen-Gesellschaft für Physikalische Chemie
- 2015: Verdienstorden des Landes Baden-Württemberg
- 2015: Großes Bundesverdienstkreuz mit Stern
- 2015: Glenn T. Seaborg Medal
- 2015: Mitglied der Berlin-Brandenburgischen Akademie der Wissenschaften
- 2015: Großkreuz des Sterns von Rumänien
- 2016: Großes Verdienstkreuz mit Stern (Verdienstorden der Bundesrepublik Deutschland)[32]
- 2016: Mitglied der National Academy of Sciences
- 2016: Lars Onsager Lecture
- 2016: Markgräfler Gutedelpreis
- 2016: Wilhelm-Exner-Medaille
- 2016: Mitglied der Deutschen Akademie der Technikwissenschaften (acatech)
- 2016: Semmelweis Award[33]
- 2018: Fellow der American Association for the Advancement of Science[34]
- 2019: Mitglied der Päpstlichen Akademie der Wissenschaften[35]
- 2019: Ehrendoktorwürde der West-Universität Temeswar[36]
- 2021: Ehrenmitglied der International Union of Physiological Sciences (IUPS)
- 2022: Werner-von-Siemens-Ring[37]
- 2022: Pour le Mérite für Wissenschaften und Künste[38]
- 2025: Niedersächsische Landesmedaille

## Rundfunkberichte
- Stefan W. Hell im Gespräch mit Ralf Krauter: CHEMIE-NOBELPREIS – „Dinge sehen, die man vorher einfach nicht sehen konnte“, Deutschlandfunk – „Forschung aktuell“ vom 8. Oktober 2014.
- Deutschlandradio: Stefan Hell

## Privates
Hell ist verheiratet und hat vier Kinder.